# Gemzse, Szabolcs-Szatmár-Bereg
Gemzse  este un sat în districtul Vásárosnamény, județul Szabolcs-Szatmár-Bereg, Ungaria, având o populație de 872 de locuitori (2011). 

## Demografie
Componența etnică a satului Gemzse
     Maghiari (81,98%)
     Romi (17,67%)
     Români (0,34%)
Componența confesională a satului Gemzse
     Reformați (43,46%)
     Romano-catolici (7,91%)
     Fără religie (2,87%)
     Greco-catolici (2,29%)
     Necunoscută (43,46%)
     Alte religii (8,49%)
Conform recensământului din 2011, satul Gemzse avea 872 de locuitori. Din punct de vedere etnic, majoritatea locuitorilor (81,98%) erau maghiari, cu o minoritate de romi (17,67%). Nu există o religie majoritară, locuitorii fiind reformați (43,46%), romano-catolici (7,91%), persoane fără religie (2,87%) și greco-catolici (2,29%). Pentru 43,46% din locuitori nu este cunoscută apartenența confesională.